# 新浪博士
新浪 博士（にいなみ ひろし、1962年〈昭和37年〉 - ）は、心臓血管外科医、医学博士である。東京女子医科大学病院副院長兼心臓血管外科主任教授。一般社団法人メディカル・ニューウェイブ理事。本名は、新浪 博（にいなみ ひろし）。兄は、サントリーホールディングス株式会社代表取締役社長の新浪剛史。

## 来歴

### 生誕から中学時代
1962年、神奈川県横浜市で生まれる。小学生の時は内向的な性格で、プラモデル製作が趣味だった。手先が器用だったため、将来は歯科医になるよう親に勧められ、歯科医を志す。小学3年生になると、礼儀を覚えるために親から強制され、剣道を習い始める。外交的でスポーツマンの兄・剛史とは正反対でスポーツも得意ではなかったが、中学時代はアチーブメントテストで兄より成績上位であった。また、歯科医よりも医師の方がいいと思い始めた。

### 高校時代
神奈川県立横浜翠嵐高等学校に入学。教師から神奈川県のバスケットボール優秀選手に選ばれた兄と比較され、身体能力の違いに驚かれる。翠嵐高校は進学校だが自由な校風で、長髪やパーマ、細身のパンツなどグラムロックの影響を受けたファッションを好み真面目ではないグループに属していた。白い巨塔 (1978年のテレビドラマ)を見て財前五郎に憧れ、本格的に外科医や大学教授を志した。

### 浪人から大学時代
公立大学の受験に失敗。私立に通えるほどの経済的余裕がなかったため1年間浪人生活を送り、1981年群馬大学医学部に入学。大学2年生までは、数学、物理、ドイツ語などの教養科目履修と剣道部の活動などを行った。3年生からは解剖学を履修。解剖学の石川律と親交を持つ。4年生の夏にスタンフォード大学に留学する兄に同行し、石川から紹介された解剖学の研究者の下で知識を広げた。剣道は卒業まで継続し、三段に昇段した。

### 大学院から留学時代
1987年に群馬大を卒業後、東京女子医科大学大学院に進学。同年、同大学附属日本心臓血圧研究所外科に入局。1991年、東京女子医科大学大学院博士課程修了。同大学心研循環器外科の助手となる。基礎医学の習得に限界を感じ始め、心臓血管外科や脳神経外科への関心が強まった頃、タイム (雑誌)の補助人工心臓の記事に興味を持ちウェイン州立大学に留学。帰国後、研究を評価されるも臨床にレッテルを貼られたため、臨床機会を求めてメルボルンのアルフレッド病院に留学して心臓移植の経験を積む。続いてシドニーのロイヤルノースショア病院に留学して外科医ドン・ロスのメンターを受けながら冠動脈大動脈バイパス移植術の経験を積んだ。シドニーでは「ミニマムナンバー200」という、1人の医師が最低でも年間200件以上の手術を行わないと技量を保てないとする考え方に共感し、後に『300件位やっていれば世界の水準に達する』という信念を持つ。

### 東京女子医科大学附属第二病院から埼玉医科大学国際医療センター時代
1998年に帰国後、東京女子医科大学附属第二病院心臓血管外科助教授に就任。2000年頃に人工心肺装置を使用しないオフポンプ冠動脈バイパス手術を始めた天野篤から色々な手術を経験するように勧められ、2004年、天野が在籍する順天堂大学医学部心臓血管外科に移籍。付加価値を身につけることの重要さに気づかされ、3年間勤務した後、2007年、埼玉医科大学病院心臓血管外科教授に就任した。病院設備移転のため、ほどなくして埼玉医科大学国際医療センター・心臓病センター心臓血管外科に異動。埼玉では、患者の家へ挨拶に回って認知度を上げつつ、丁寧な手術を行うという地道な努力によって評判を上げた。2015年には心臓手術件数が日本一（848件）の病院となった。2016年から、メディカル・ニューウェイブの活動でミャンマー、タイ、ラオスを年数回訪れ、医療技術指導や臨床を行う。

### 東京女子医科大学病院時代
2017年、東京女子医科大学に戻り、その後東京女子医科大学病院副院長となる。2022年、新浪を含めた7名の医師が連名で、急激な働き方改革に対する質問書を同大学の理事長などに提出した。

## テレビ出演
- 情熱大陸 (TBS / 2013年9月1日)
- サタデープラス (TBS / 2015年10月24日)
- ジョブチューン アノ職業のヒミツぶっちゃけます!  (TBS / 2017年2月11日、2018年3月24日、2019年2月9日)
- 予約殺到!スゴ腕の専門外来SP!! （11）神業心臓オペ/いつの間にか骨折★名医が続々 (TBS / 2018年6月19日)
- よじごじDays スゴすぎる!心臓手術のすご腕ドクター (テレビ東京 / 2018年11月15日)
- 世界ナゼそこに?日本人 〜知られざる波瀾万丈伝〜 ミャンマーで４千人もの命を救った日本人天才心臓外科医 (テレビ東京 / 2019年4月22日)
- 主治医が見つかる診療所 免疫力UP＆血圧改善!血管若返り4大新常識SP (テレビ東京 / 2020年2月27日)

## 作品

### 著書
- 数こそ質なり 「人の10倍の手術数」の心臓外科医が実践するプロの極意 (2014年3月 KADOKAWA ISBN 978-4041107386)

### 監修
- 心臓血管外科の名医が教える 切れない! 詰まらない! 血管ほぐし (2019年7月 宝島社 ISBN 978-4800296191)